# نبرد لاذقیه
نبرد لاذقیه (عربی: معرکة اللاذقیة ; عبری: קרב לטקיה‎) یک اقدام دریایی کوچک اما انقلابی در جنگ یوم کیپور بود که در ۷ اکتبر ۱۹۷۳ بین اسرائیل و سوریه انجام شد. این نبرد، نخستین نبرد دریایی در تاریخ بود که شاهد نبرد بین قایق‌های موشکی مجهز به موشک‌های سطح‌به‌سطح و استفاده از فریب الکترونیک بود.

## زمینه
در آغاز خصومت یوم کیپور، نیروی دریایی اسرائیل برای از بین بردن توانایی‌های دریایی سوری‌ها که به قایق‌های موشک‌انداز کلاس کومار و کلاس اوسا ساخت شوروی مجهز شده بودند، اقدام کرد. قایق‌های موشک‌انداز سوریه مجهز به موشک‌های ضدکشتی P-15 Termit (نام‌گذاری ناتو: SS-N-2 Styx) ساخت شوروی با برد دو برابر موشک‌های ضدکشتی گابریل اسرائیلی بودند.

## نبرد

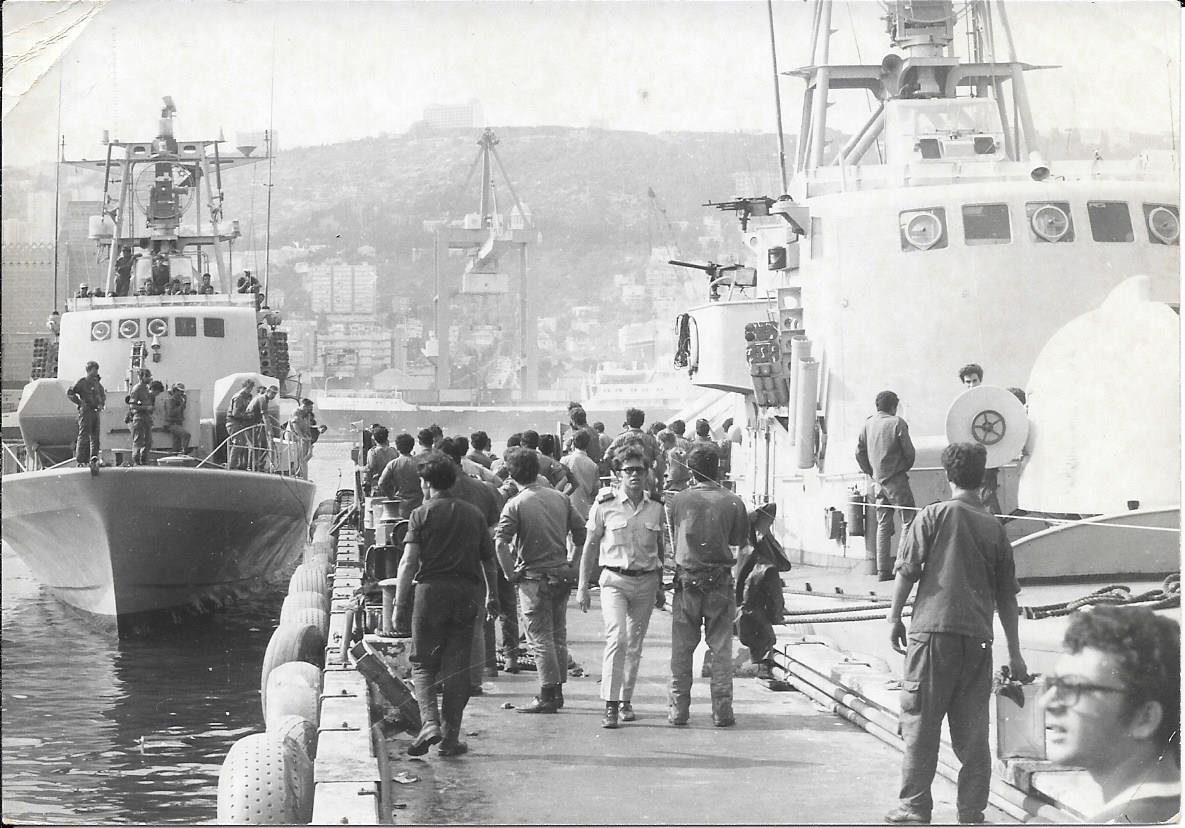
بازگشت قایق‌های موشک‌انداز اسرائیل، به پایگاه خود در حیفا، پس از نبرد

در آغاز جنگ ۱۹۷۳، نیروی دریایی اسرائیل به بندر لاذقیه سوریه حمله کرد. برای این منظور، اسرائیلی‌ها پنج قایق موشک‌انداز و دو فروند کشتی با چهار هلیکوپتر فرستادند. هلیکوپترها دارای تجهیزات ESM, خاشه و ارتقاء اکو مکانیکی/الکترونیکی بودند. هدف این نیرو، حملهٔ موشکی و تفنگی به این بندر سوریه بود. قرار بود از هلیکوپترها برای نظارت سطحی، EW، ردیابی جنگ‌افزاری و به‌عنوان طعمه استفاده شود.
چهار قایق موشک‌انداز کلاس ساعر ۳ و یک قایق موشک‌انداز ساعر ۴ نیروی دریایی اسرائیل، در دو ستون موازی به سمت بندر لاذقیهٔ سوریه حرکت کردند. در ستون غربی، قایق‌های موشک‌انداز میزنک (Blast)، گاعش (Storm) و حنیت (Spear) قرار داشتند. ستون شرقی از قایق‌های موشک‌انداز میوتک (Reliance) و ریشف (Spark) تشکیل شده بود.
قایق‌های موشک‌انداز اسرائیل توسط یک قایق اژدرافکن گشتی سوریه، شناسایی و این کشف به پایگاه اطلاع داده شد. اما قبل از هر گونه ارسال نیروهای پشتیبان سوری، در ساعت ۲۲:۲۸ نیروهای اسرائیلی به قایق اژدرافکن با استفاده از موشک گابریل یورش برده و قایق سوری، با شلیک توپ ۷۶ میلی‌متری از قایق‌های میوتک و حنیت به زیر آب رفت.
کشتی‌های اسرائیلی هنگامی که به سمت ساحل سوریه حرکت می‌کردند، با یک کشتی مین‌جمع‌کن کلاس تی۴۳ سوری به وزن ۵۶۰ تُن درگیر شدند و این بار با استفاده از چهار موشک ضدکشتی گابریل، این کشتی را نیز غرق کردند. در ساعت ۲۳:۳۰ اسرائیلی‌ها با دو قایق موشک‌انداز کلاس کومار و یک قایق موشک‌انداز کلاس اوسای سوری مواجه شدند. در همین حال، ۳ قایق موشک‌انداز در حال گشت‌زنی سوریه، از نزدیکی منطقهٔ بانس، به سمت شمال غرب برای حمله به نیروهای اسرائیلی رهسپار شدند. سوری‌ها ۸ تا ۱۲ موشک استایکس را به سمت کاروان اسرائیلی شلیک کردند که این قایق‌ها متعاقباً از رادار سوریه ناپدید شدند. قایق‌های موشک‌انداز سوری، موشک‌های استایکس خود را از راه دور شلیک کردند، اما با نزدیک شدن موشک‌ها، اسرائیلی‌ها از اقدامات متقابل الکترونیکی و پرتاب خاشه برای فریب دادن موفقیت‌آمیز موشک‌ها استفاده کردند. زمانی که قایق‌های اسرائیلی نزدیک‌تر شدند، ۵ موشک گابریل شلیک کردند که یکی از کومارها و قایق کلاس اوسا بلافاصله غرق شدند و کومار دومی هم آسیب دید. کومار سوری که سالم مانده بود سعی کرد فرار کند اما در آب‌های کم‌عمق، به گل نشست و در ساعت ۰۰:۲۶ با شلیک توپ ۷۶ میلی‌متری قایق‌های اسرائیلی، منهدم شد.
در جریان این درگیری دریایی، سایر قایق‌های موشک‌انداز سوریه موشک‌هایی را از داخل محدوده بندر لاذقیه پرتاب کردند. موشک‌ها درحالی که قایق‌های موشک‌انداز سوری بین کشتی‌های تجاری در بندر لنگر انداخته بودند پرتاب شدند). این موشک‌ها دچار اختلال شده یا هدایت خود را از دست دادند و دو کشتی تجاری خارجی (یکی یونانی و دیگری ژاپنی) که در کوتاه‌اسکله لنگر انداخته بودند مورد اصابت قرار گرفتند. هر دو کشتی تجاری در موتورخانه مورد اصابت قرار گرفتند.
نیروی دریایی سوریه تا پایان آن جنگ، در بنادر اصلی خود باقی ماند. در حالی که نبرد لاذقیه نخستین نبرد دریایی در تاریخ بین قایق‌های موشک‌انداز بود، اما اولین حادثه‌ای نبود که در آن یک قایق موشک‌انداز، کشتی دیگری را با استفاده از موشک غرق کرد. دو قایق موشکی کلاس کومار نیروی دریایی مصر، توانسته بودند ناوشکن اسرائیلی ایلات ساخت بریتانیا را در ۲۱ اکتبر ۱۹۶۷، اندکی پس از جنگ شش‌روزه، با استفاده از چهار موشک سطح‌به‌سطح ترمیت پی۱۵ غرق کنند.